# Mushihime-sama
Mushihime-sama (虫姫さま? lit. La principessa insetto) è uno videogioco sparatutto sviluppato dalla Cave e distribuito dalla Taito nel 2004.
Convertito per PlayStation 2 nel 2005, riceverà poi un seguito, Mushihime-sama Futari, sempre ambientato in un mondo fantasioso ricco di insetti e foreste immense. Una conversione distribuita limitatamente per Playstation 2 include anche le figurine di Reco e Kiniro.

## Trama
Il mondo di Mushihime-sama è selvaggio e ricoperto da foreste, quando in passato v'era solo deserto. Ora esseri antropodi detti Koujuu vivono nel mondo e permettono al pianeta di continuare a vivere, siccome i loro gusci, ricchi di nutrienti, quando morti e in decomposizione, risanano la terra con la loro Levi-Sense, una fonte d'energia letale per gli umani - Miasma la chiamano; solo alcuni insediamenti umani sono sopravvissuti, in particolare il villaggio Hoshifuri. In cambio, si richiede il sacrificio di una quindicenne ogni duecento anni. La figlia dei reali locali, Reco, è la prossima e le viene donato un braccialetto da un fanciullo nella foresta Shinju, in cui si perse in gioventù: il giorno in cui compie i quindici anni, il Miasma contamina il villaggio.
Per salvare il villaggio, con il suo fedele scarabeo Koujuu Kiniro (il braccialetto è un collegamento telepatico) ritorna nella foresta Shinju per incontrare la dea dei Koujuu in persona.

## Modalità di gioco
La conversione per Playstation 2 di Mushihime-sama presenta tutte le modalità originali del cabinato, inclusa quella esclusiva "Arrange"
- Original - Una modalità semplice rispetto alle altre: meno proiettili, ma più velocità ad essi conferita
- Maniac - Più proiettili e un sistema di concatenaggio dei punti per ottenere migliori risultati
- Ultra - La modalità più difficile, tantissimi proiettili da schivare e mantiene la classifica
- Arrangiata- Esclusiva della conversione per Playstation 2, è come la Maniac Mode, ma si inizia con il potere di fuoco quasi massimizzato ma nessuna possibilità di continuare dopo aver perduto le proprie vite - rappresentate dalle bombe posseduto dal giocatore, riottenibili durante il corso degli scenari, ma solo in poche circostanze.

È anche possibile usare tutti e tre gli stili di gioco.

## Armi

### Potenziamenti
- S-Power: Attacco concentrato e mobilità incrementata
- W-Power: Mobilità minore ma attacco allargato
- M-Power: Ibrido tra i primi due

### Opzione
- Traccia: Segue il giocatore
- Formazione: Circonda il giocatore in una configurazione predefinita

## Blue Label
Debuttò al Cave Festival 2006. Questa versione aggiornata, presentò alcune aggiunte:
- Modalità Originale ed Ultra disponibili sin dall'inizio
- Difficoltà maggiore
- Equipaggiamento iniziale alterato
- Alterate le formazioni

## Accoglienza
La rivista Play Generation lo classificò come il quarto gioco più raro per PlayStation 2.